# Desa Sukasari (administrativ by i Indonesien, Jawa Barat, lat -6,61, long 107,28)
Desa Sukasari är en administrativ by i Indonesien.   Den ligger i provinsen Jawa Barat, i den västra delen av landet, 60 km sydost om huvudstaden Jakarta. Desa Sukasari ligger vid sjön Waduk Jatiluhur.